# Scobinichthys granulatus
Scobinichthys granulatus is een straalvinnige vissensoort uit de familie van de vijlvissen (Monacanthidae). De wetenschappelijke naam van de soort is voor het eerst geldig gepubliceerd in 1790 door White.